# Georgi Sokolov
Georgi Apostolov Sokolov (Sófia, 19 de junho de 1942 - 27 de junho de 2002) foi um futebolista profissional búlgaro, que atuava como atacante.

## Carreira
Georgi Sokolov fez parte do elenco da Seleção Búlgara na Copa do Mundo de 1962.

## Títulos
- Campeonato Búlgaro (2): 1964–65, 1967–68
- Copa da Búlgaria (2): 1959, 1967